# 2012 في اليابان
فيما يلي قوائم الأحداث التي وقعت خلال عام 2012 في اليابان.

## سياسة

### تعيين في المنصب
- 1 يناير – إيشيهارا شنتارو عضو مجلس النواب من اليابان.
- 26 ديسمبر – تارو أسو نائب رئيس وزراء اليابان [الإنجليزية]‏.
- 26 ديسمبر – ساداكازو تانيغاكي وزير العدل [الإنجليزية]‏.
- 26 ديسمبر – شينزو آبي رئيس وزراء اليابان.
- 26 ديسمبر – فوميو كيشيدا وزير الشؤون الخارجية [الإنجليزية]‏.
- 26 ديسمبر – هاكوبون شيمومورا وزير التربية والثقافة والرياضة والعلوم والتقانة [الإنجليزية]‏.

### انتهاء فترة المنصب
- 31 أكتوبر – إيشيهارا شنتارو محافظ طوكيو.
- 4 ديسمبر – توشيرو توموتشيكا عضو مجلس المستشارين.
- 26 ديسمبر – يوشيهيكو نودا رئيس وزراء اليابان.
- 26 ديسمبر – يوكيو إيدانو وزارة الاقتصاد والتجارة والصناعة اليابانية.

## رياضة
- 1 يناير – كأس العالم للأندية 2012 الفائز نادي كورينثيانز.
- 1 يناير – كأس العالم للسيدات تحت 20 سنة 2012
- 7 أكتوبر – جائزة اليابان الكبرى 2012 الفائز سباستيان فيتل.

## أفلام
من الأفلام التي صدرت هذه السنة في اليابان:
- 1 يناير – المحقق كونان: المهاجم الحادي عشر من إخراج ياسويشيرو ياماموتو.
- 1 يناير – إمبراطور من إخراج بيتر ويبر.
- 1 يناير – مخبأ من إخراج دانيال إسبينوزا.
- 1 يناير – ون بيس: زد من إخراج تاتسویا ناغامیني [الإنجليزية]‏.
- 20 فبراير – كريبي من إخراج كيوشي كوروساوا.
- 11 أبريل – مثل شخص واقع في الحب من إخراج عباس كيارستمي.
- 16 أبريل – المحقق كونان: 15 دقيقة من الصمت من إخراج ياسويشيرو ياماموتو.
- 12 مايو – ساداكو 3 دي من إخراج غور فيربينسكي، تسوتومه هانابوسا [الإنجليزية]‏.
- 22 يوليو – موت السوشي من إخراج نوبورو إيغوشي.
- 24 سبتمبر – ريزدنت إيفل: دامنيشن من إخراج Makoto Kamiya  [لغات أخرى]‏.
- 17 نوفمبر – إيفانجيليون: 3.0 أنت (لا) تستطيع الإعادة من إخراج هيدياكي أنو، Masayuki (animator) [الإنجليزية]‏، Mahiro Maeda [الإنجليزية]‏، كازويا تسوروماكي.

## برامج ومسلسلات وأنمي
- مونسونو

## كتب
من الكتب التي صدرت هذه السنة في اليابان:
- 1 يناير – آخر من تأليف يوكيتو اياتسوجي.

## وفيات

### مارس
- 6 مارس – سايوري (مواليد 1956) مؤدّية صوت يابانية.

### أبريل
- 9 أبريل – تاكيشي أونو (مواليد 1936) ممثل ياباني.

### يونيو
- 2 يونيو – جينشي تاغوشي (مواليد 1924)
- 6 يونيو – توموهيتو أمير ميكاسا (مواليد 1946)
- 8 يونيو – باكو اكايي (مواليد 1933) كاتب ياباني.

### أغسطس
- 20 أغسطس – ميكا ياماموتو (مواليد 1967)